# Кримінологія
Кримінологія — самостійна теоретико-прикладна суспільна наука про злочинність, ширше — про природу, сутність, закономірності виникнення, суспільного прояву та запобігання злочинності.
Головним своїм завданням має наукову розробку питань запобігання та протидії злочинності, зменшення її негативного та руйнівного впливу.
Кримінологія як наука є частиною деліктології. Деліктологія — наука яка вивчає правопорушення. Кримінологія вивчає злочинність, особу злочинця, причини та умови злочинності, шляхи й засоби її запобігання. Вважається, що термін «кримінологія» ввів в 1879 році антрополог Топінар. У 1885 році вперше з назвою «Кримінологія» вийшла книга італійського ученого Р. Гарофало. Проте, уявлення про злочинну поведінку і боротьбу з нею можна виявити й в раніших джерелах, наприклад в праці Чезаре Беккаріа «Про злочини і покарання».
Учений-юрист, що спеціалізується в області кримінології, називається кримінологом.
Кримінологію слід відрізняти від криміналістики.